# ژان باپتیست آگوست کسلر
ژان باپتیست آگوست کسلر (به انگلیسی: Jean Baptiste August Kessler) (زاده ۱۵ دسامبر ۱۸۵۳ - درگذشته ۱۴ دسامبر ۱۹۰۰) کارآفرین، صنعتگر و مدیر اجرایی هلندی بود، که مؤسس شرکت رویال داچ می‌باشد. این شرکت بعدها با شرکت بریتانیایی شل ادغام شد و رویال داچ شل تشکیل گردید. این شرکت هم‌اکنون یکی از بزرگترین شرکت‌های جهان به‌شمار می‌آید. 